# Вільково (Ельблонзький повіт)
Вільково (пол. Wilkowo, нім. Wolfsdorf Höhe) — село в Польщі, у гміні Мілеєво Ельблонзького повіту Вармінсько-Мазурського воєводства.
Населення — 97 осіб (2011).
У 1975-1998 роках село належало до Ельблонзького воєводства.

## Демографія
Демографічна структура станом на 31 березня 2011 року:
|          | Загалом | Допрацездатний вік | Працездатний вік | Постпрацездатний вік |
| -------- | ------- | ------------------ | ---------------- | -------------------- |
| Чоловіки | 44      | 8                  | 35               | 1                    |
| Жінки    | 53      | 13                 | 35               | 5                    |
| Разом    | 97      | 21                 | 70               | 6                    |